# صنعت ماشین‌آلات

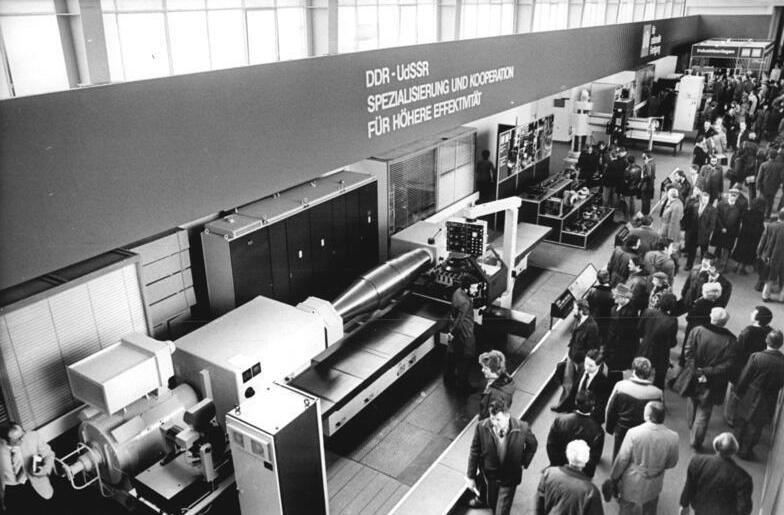
ارائه صنعت ماشین‌آلات در یک نمایشگاه در درسدن، ۱۹۸۲.

صنعت ماشین‌آلات (انگلیسی: Machine industry) زیرمجموعه ای از صنعت است، که تولید و تعمیرات ماشین‌آلات را برای مصرف‌کنندگان، صنایع و بخش‌های گوناگون اقتصادی، بر عهده دارد.
صنعت ماشین‌آلات اغلب زیرشاخه‌ای از صنایع سنگین محسوب می‌شود. امروزه بخش کوچکی از شرکت‌های فعال در این زمینه به عنوان زیرمجموعه‌ای از صنایع سبک محسوب  می‌شوند. اکثر تولیدکنندگان ابزارهای ماشینی در صنعت ماشین‌آلات به عنوان کارخانه‌های ماشین‌سازی شناخته می‌شوند.

## مرور کلی
صنعت ماشین‌آلات یک زیرمجموعه از صنعت است که طیف گسترده‌ای از محصولات را از ابزارهای برقی، انواع مختلف ماشین‌ها و فناوری‌های خانگی تا تجهیزات کارخانه‌ای تولید می‌کند. از یک طرف، صنعت ماشین‌آلات فراهم می‌کند:
- ابزارهای تولید برای کسب‌وکارها در بخش‌های کشاورزی، معدن، صنعت و ساخت و ساز.
- ابزارهای تولید برای خدمات عمومی، مانند تجهیزات تولید و توزیع گاز، برق و آب.
- مجموعه‌ای از تجهیزات پشتیبانی برای تمام بخش‌های اقتصادی، مانند تجهیزات گرمایش، تهویه و تهویه مطبوع ساختمان‌ها.

این ابزارهای تولید به دلیل اینکه سرمایه‌ای در آن‌ها سرمایه‌گذاری شده است، کالاهای سرمایه‌ای نامیده می‌شوند. بسیاری از این ماشین‌های تولید نیاز به نگهداری منظم دارند که توسط شرکت‌های تخصصی در صنعت ماشین‌آلات تامین می‌شود.
از سوی دیگر، صنعت ماشین‌آلات کالاهای مصرفی را تامین می‌کند، از جمله لوازم آشپزخانه، یخچال، ماشین‌های لباس‌شویی و خشک‌کن‌ها و مانند آن‌ها. با این حال، تولید رادیو و تلویزیون عموماً به صنعت تجهیزات الکتریکی تعلق دارد. خود صنعت ماشین‌آلات مشتری عمده‌ای از صنعت فولاد است.
تولید در صنعت ماشین‌آلات به طور گسترده‌ای از تولید تک‌واحدی و تولید سری تا تولید انبوه متغیر است.
تولید تک‌واحدی مربوط به ساخت محصولات منحصر به فرد است که بر اساس نیازهای خاص مشتریان مشخص می‌شود. به دلیل طراحی ماژولار، چنین دستگاه‌ها و ماشین‌هایی می‌توانند اغلب در سری‌های کوچک تولید شوند که به طور قابل توجهی هزینه‌ها را کاهش می‌دهد. از یک مرحله مشخص در تولید، نیازهای خاص مشتری در محصول پیاده‌سازی می‌شود و محصول منحصر به فرد ایجاد می‌شود. 

## تاریخچه

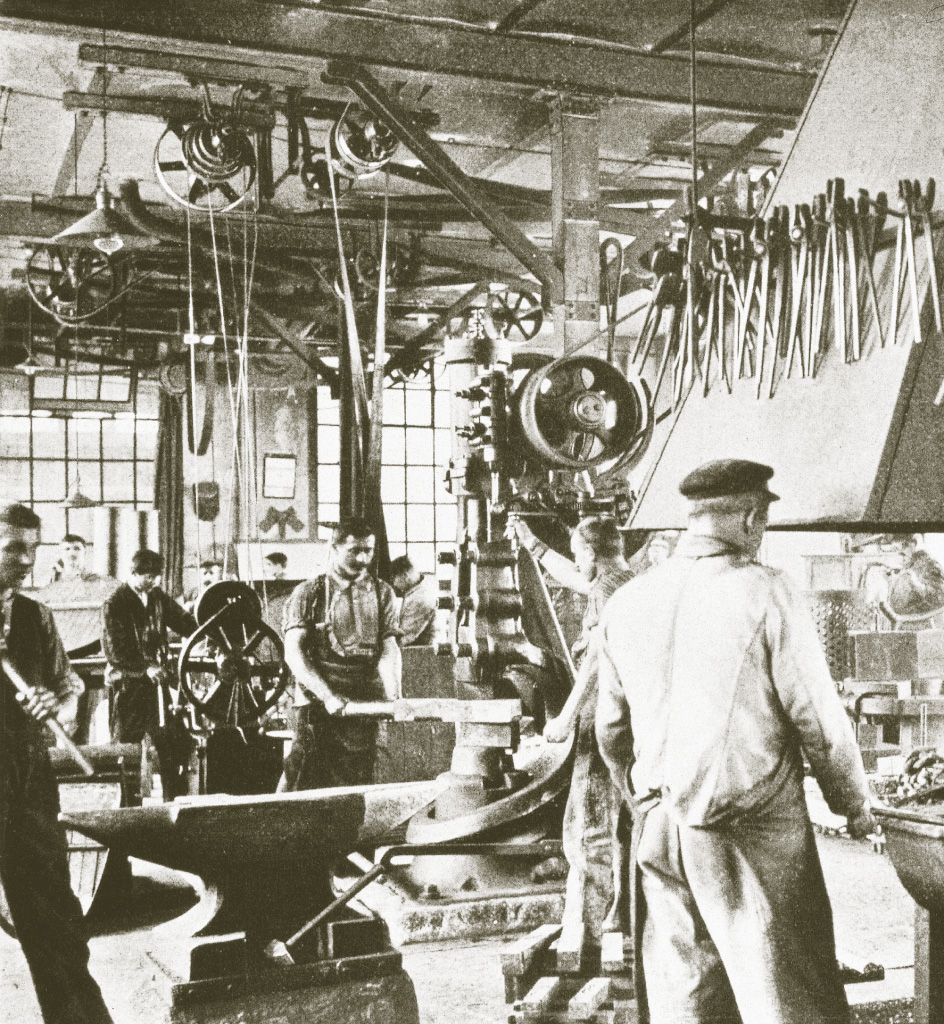
در قرن نوزدهم، صنعت ماشین‌آلات سوئیس به وجود آمد.

صنعت ماشین‌آلات در طول انقلاب صنعتی به وجود آمد. شرکت‌های این حوزه نوظهور از کارخانه‌های ریخته‌گری آهن، کشتی‌سازی‌ها، آهنگری‌ها و تعمیرگاه‌ها رشد کردند. اغلب شرکت‌ها ترکیبی از کارخانه‌های ماشین‌سازی و کشتی‌سازی بودند. اوایل قرن بیستم چندین تولیدکننده موتورسیکلت و خودرو شروع به ایجاد کارخانه‌های ماشین‌سازی خود کردند.
قبل از انقلاب صنعتی، انواع مختلفی از ماشین‌ها مانند ساعت‌ها، سلاح‌ها و چرخ‌دنده‌های آسیاب (آسیاب آبی، آسیاب بادی، آسیاب اسبی و غیره) وجود داشت. تولید این ماشین‌ها در کارگاه‌های هنری کوچک‌تر و عمدتاً برای بازار محلی یا منطقه‌ای بود. با ظهور انقلاب صنعتی، تولید ابزارهای مرکب با ساختار پیچیده‌تر مانند ماشین‌های بخار و ژنراتورهای بخار برای صنعت و حمل و نقل در حال تحول آغاز شد. علاوه بر این، کارخانه‌های ماشین‌سازی نوظهور شروع به ساخت ماشین‌هایی برای تولید ماشین‌آلات کردند، مانند ماشین‌آلات نساجی، کمپرسورها، ماشین‌آلات کشاورزی و موتورهای کشتی.

### قرن هجدهم
در دهه‌های اولیه انقلاب صنعتی در انگلستان، از سال ۱۷۵۰، تمرکز کار عمدتاً در کارخانه‌های هنوز مکانیزه نشده بود. بسیاری از ماشین‌های جدید اختراع شدند که ابتدا توسط مخترعان خود ساخته می‌شدند. اوایل قرن هجدهم، اولین موتورهای بخار، موتور نیوکامن، در سراسر بریتانیا و اروپا به کار گرفته شدند، عمدتاً برای پمپاژ آب از معادن.
در دهه ۱۷۷۰، جیمز وات به طور قابل توجهی این طراحی را بهبود بخشید. او موتور بخاری معرفی کرد که به راحتی قابل استفاده بود تا مقدار زیادی انرژی را تامین کند، که مکانیزه شدن کارخانه‌ها را آغاز کرد. در انگلستان شهرهای خاصی بر ساخت محصولات خاص مانند انواع خاصی از منسوجات یا سفالگری تمرکز کردند. در اطراف این شهرها صنعت ماشین‌آلات تخصصی به وجود آمد تا امکان مکانیزه شدن کارخانه‌ها را فراهم کند. بدین ترتیب اواخر قرن هجدهم، اولین صنعت ماشین‌آلات در بریتانیا و همچنین در آلمان و بلژیک شکل گرفت.

### قرن نوزدهم
انقلاب صنعتی با ظهور راه‌آهن‌ها پیشرفت بیشتری یافت. این‌ها در اوایل قرن نوزدهم در انگلستان به عنوان نوآوری در صنعت معدن به وجود آمدند. کار در معادن زغال‌سنگ سخت و خطرناک بود، بنابراین نیاز زیادی به ابزارهایی برای تسهیل این کار وجود داشت. در سال ۱۸۰۴، ریچارد ترویتیک اولین موتور بخار را بر روی ریل‌ها قرار داد و در سال ۱۸۲۵ راه‌آهن استاکتون و دارلینگتون افتتاح شد، که هدف آن حمل زغال‌سنگ از معدن به بندر بود. در سال ۱۸۳۵ اولین قطار در قاره اروپا بین مشلن و بروکسل حرکت کرد و در هلند در سال ۱۸۳۹ اولین قطار بین آمستردام و هارلم حرکت کرد. برای صنعت ماشین‌آلات این امر انواع کارهای جدیدی با ماشین‌آلات جدید برای متالورژی، ابزارهای ماشین‌کاری فلز، تولید موتورهای بخار برای قطارها و همه نیازهای آن به ارمغان آورد.
با گذشت زمان بازار صنعت ماشین‌آلات گسترده‌تر شد و محصولات تخصصی برای بازار ملی و اغلب بین‌المللی بزرگ‌تری تولید شدند. به عنوان مثال، در نیمه دوم قرن نوزدهم، سفارش تولید فولاد از تولیدکنندگان آمریکایی به انگلستان که تکنیک‌های جدیدتر ساخت فولاد داشتند، غیرمعمول نبود. در شرق دور، ژاپن این محصولات را تا اوایل دهه ۱۹۳۰ وارد می‌کرد تا زمانی که صنعت ماشین‌آلات خود را ایجاد کند.

### قرن بیستم تا کنون
اصطلاح "صنعت ماشین‌آلات" در اواخر قرن نوزدهم به وجود آمد. یکی از اولین باری که این شاخه از صنعت به رسمیت شناخته شد و مورد بررسی قرار گرفت، در آمار تولید سال ۱۹۰۷ بود که توسط وزارت تجارت و صنعت بریتانیا ایجاد شد. در این آمار، خروجی صنعت مهندسی به چهل دسته مختلف تقسیم شد، از جمله ماشین‌آلات کشاورزی، ماشین‌آلات و تجهیزات صنعت نساجی، و قطعات برای قطار و تراموا. 
اختراعات تکنیک‌های جدید پیشران بر اساس موتورهای الکتریکی، موتورهای احتراق داخلی و توربین‌های گازی نسل جدیدی از ماشین‌ها را در قرن بیستم به وجود آوردند، از خودروها تا لوازم خانگی. نه تنها طیف محصولات صنعت ماشین‌آلات به طور قابل توجهی افزایش یافت، بلکه ماشین‌های کوچک‌تر نیز می‌توانستند محصولات را در تعداد بیشتری در تولید انبوه تحویل دهند. با افزایش تولید انبوه در سایر بخش‌های صنعت، تقاضای بالایی برای سیستم‌های تولید و ساخت نیز به وجود آمد تا کل تولید افزایش یابد.
کمبود نیروی کار در کشاورزی و صنعت در آغاز نیمه دوم قرن بیستم، نیاز به مکانیزه شدن بیشتر تولید را افزایش داد، که نیاز به ماشین‌های خاص بیشتری داشت. ظهور کامپیوتر امکان خودکارسازی بیشتر تولید را فراهم کرد که به نوبه خود نیازهای جدیدی را بر صنعت ماشین‌آلات تحمیل کرد.

## محصولات صنعت ماشین‌آلات
صنعت ماشین‌آلات طیف بسیار متنوعی از محصولات را تولید می‌کند. تعدادی از این محصولات شامل:

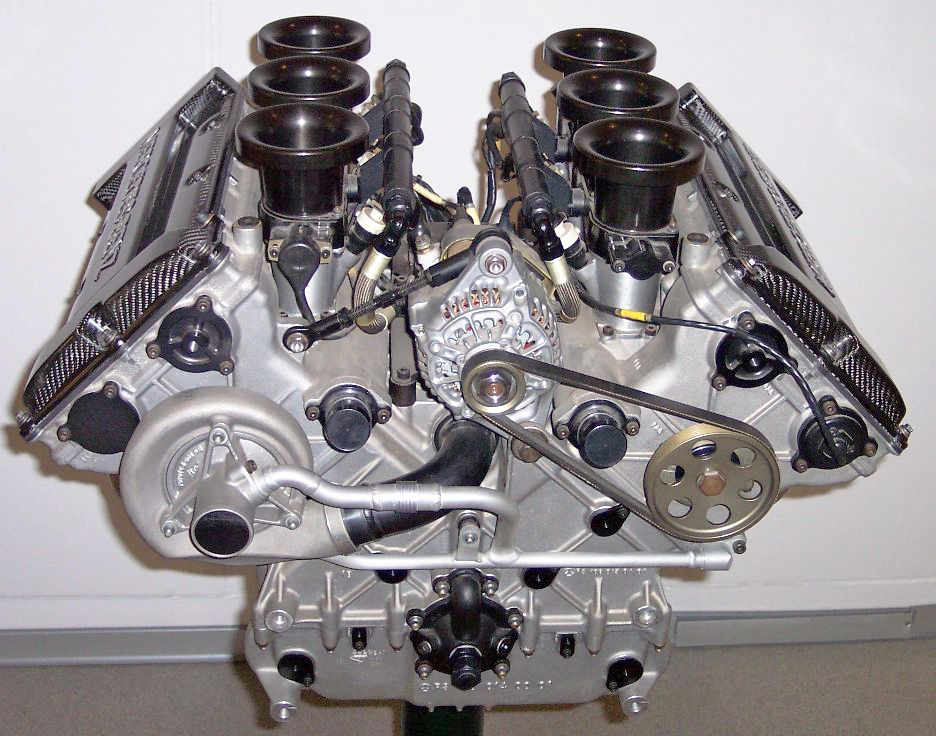
موتور
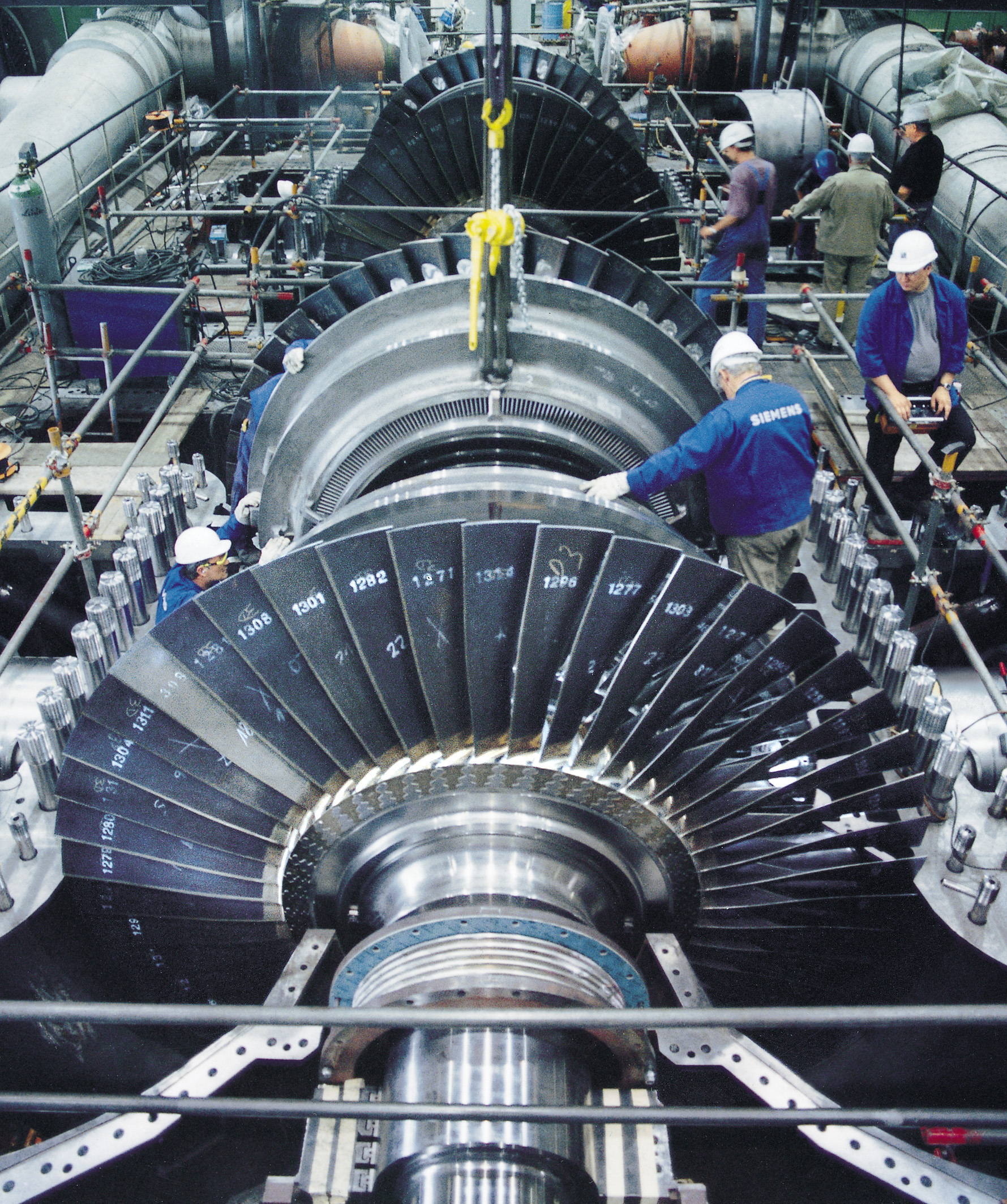
توربین بخار
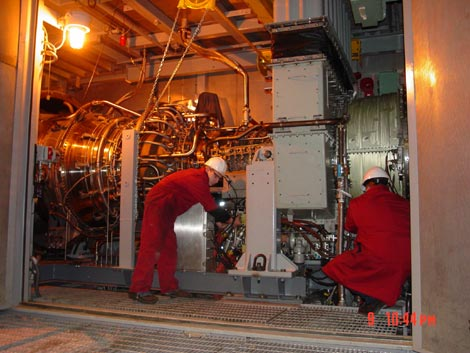
توربین گازی
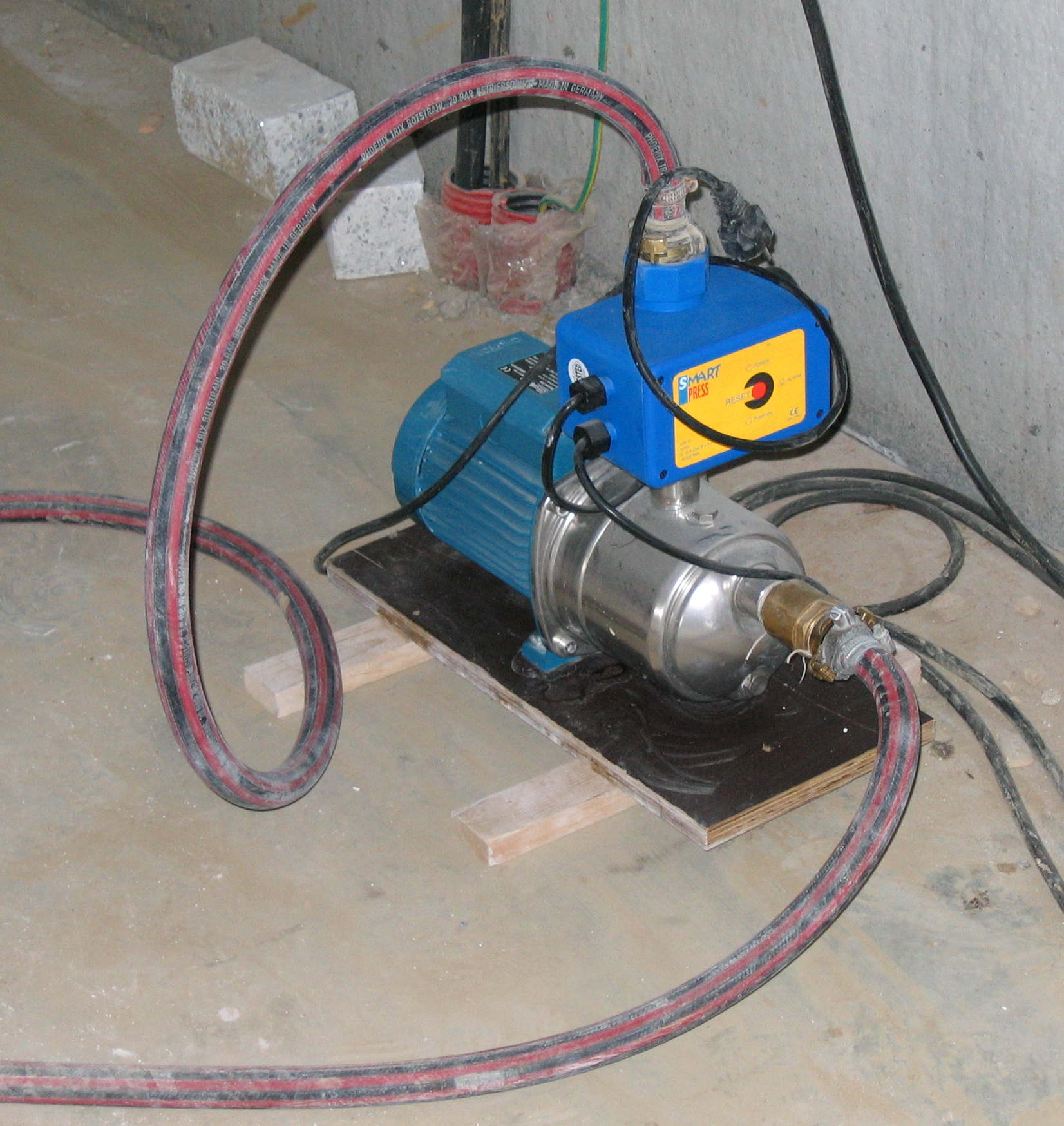
پمپ
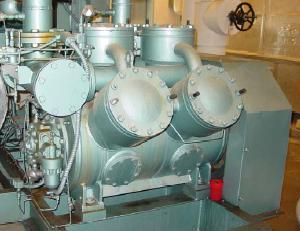
کمپرسور
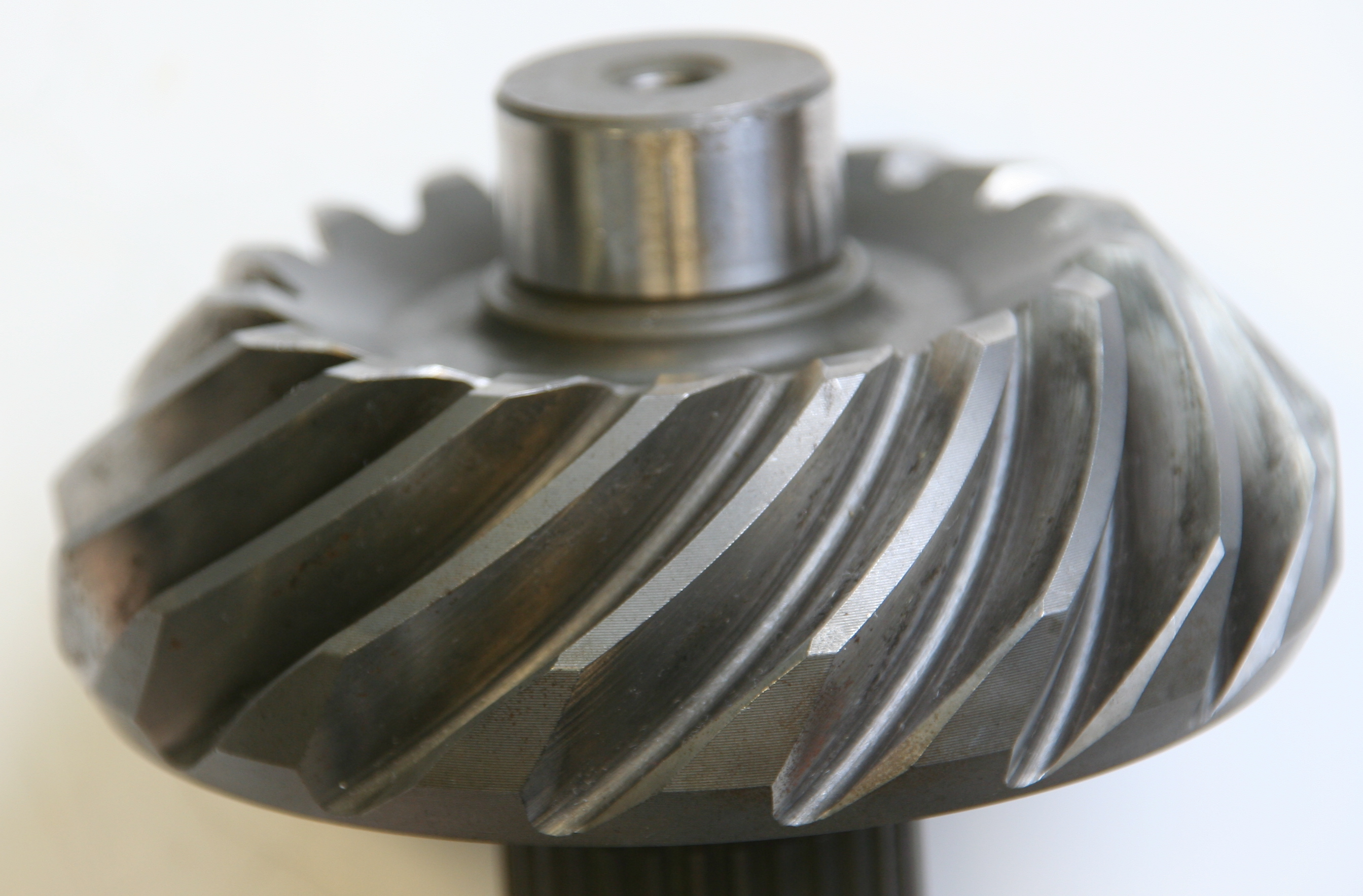
چرخ‌دنده
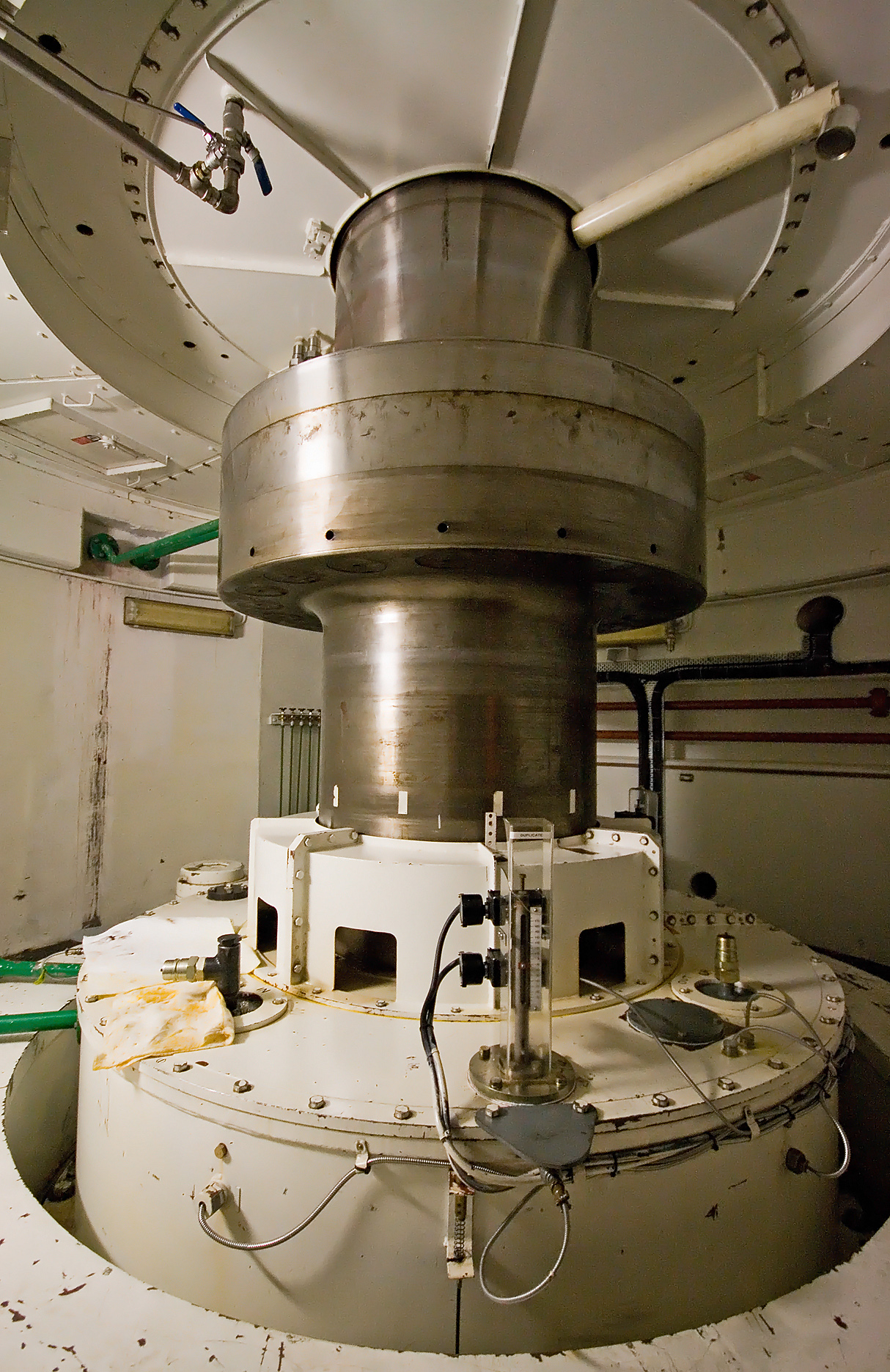
یاتاقان یک توربین بزرگ
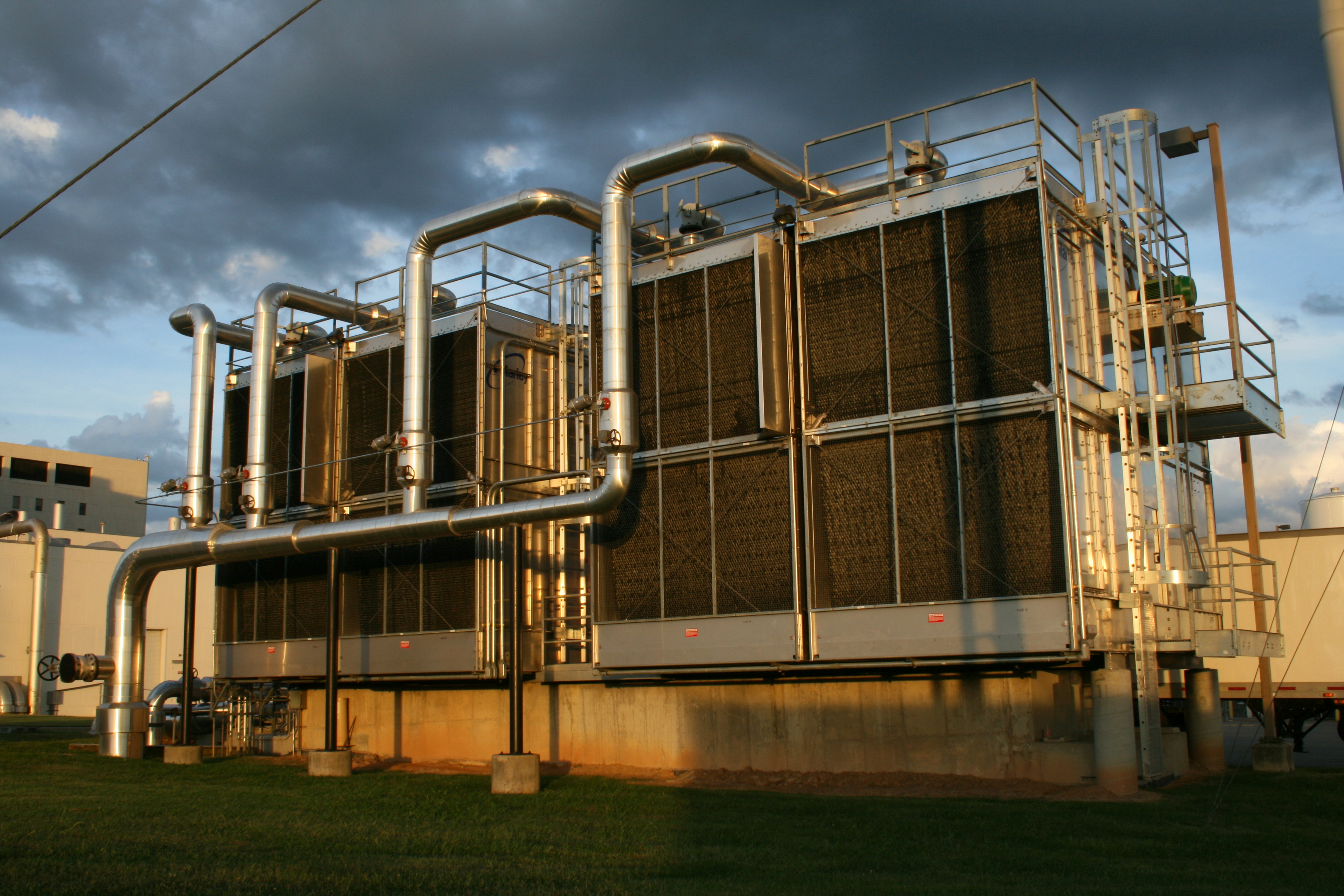
اچ‌وی‌ای‌سی (تهویه مطبوع)
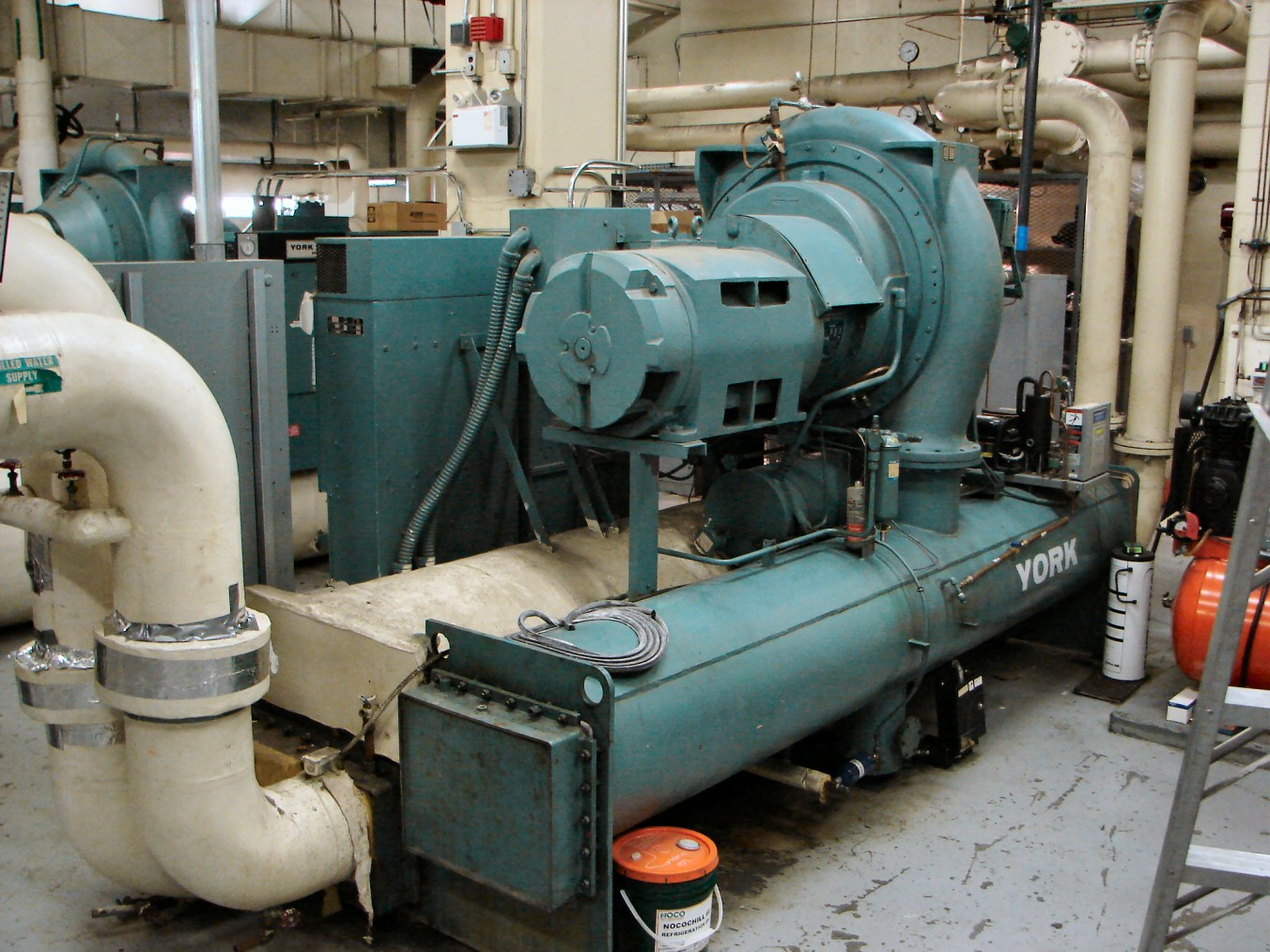
سامانه‌های تبرید
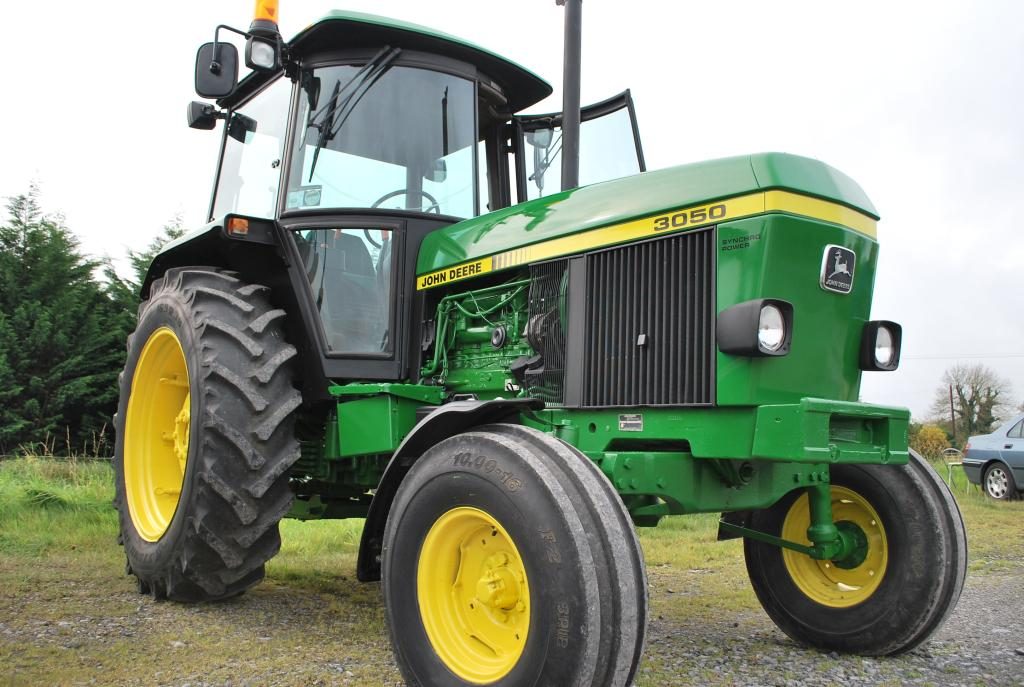
تراکتور
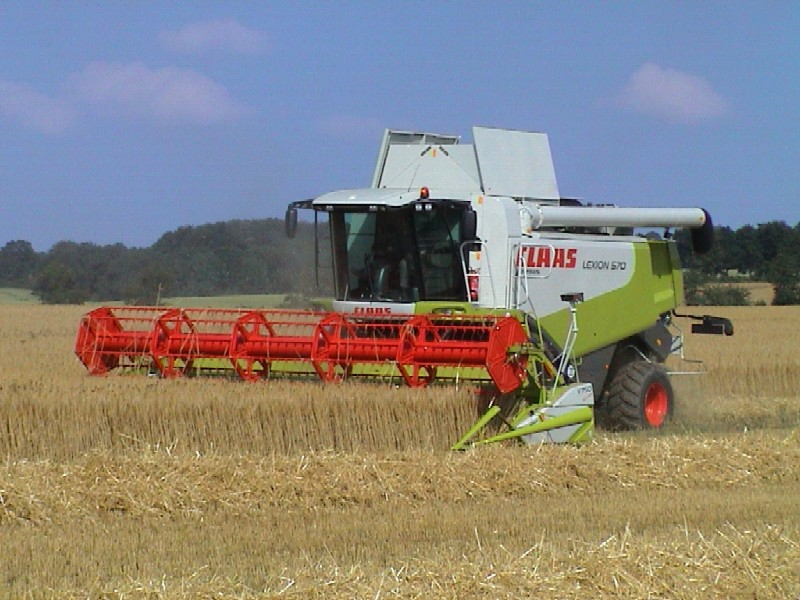
ماشین‌آلات کشاورزی
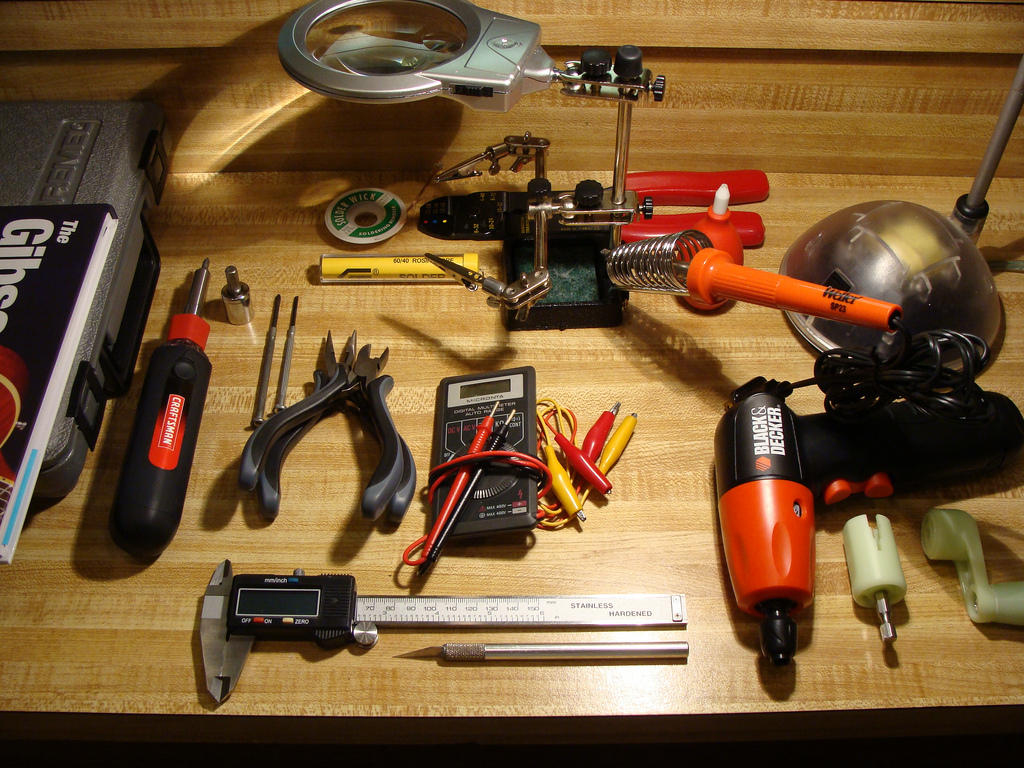
ابزار دستی
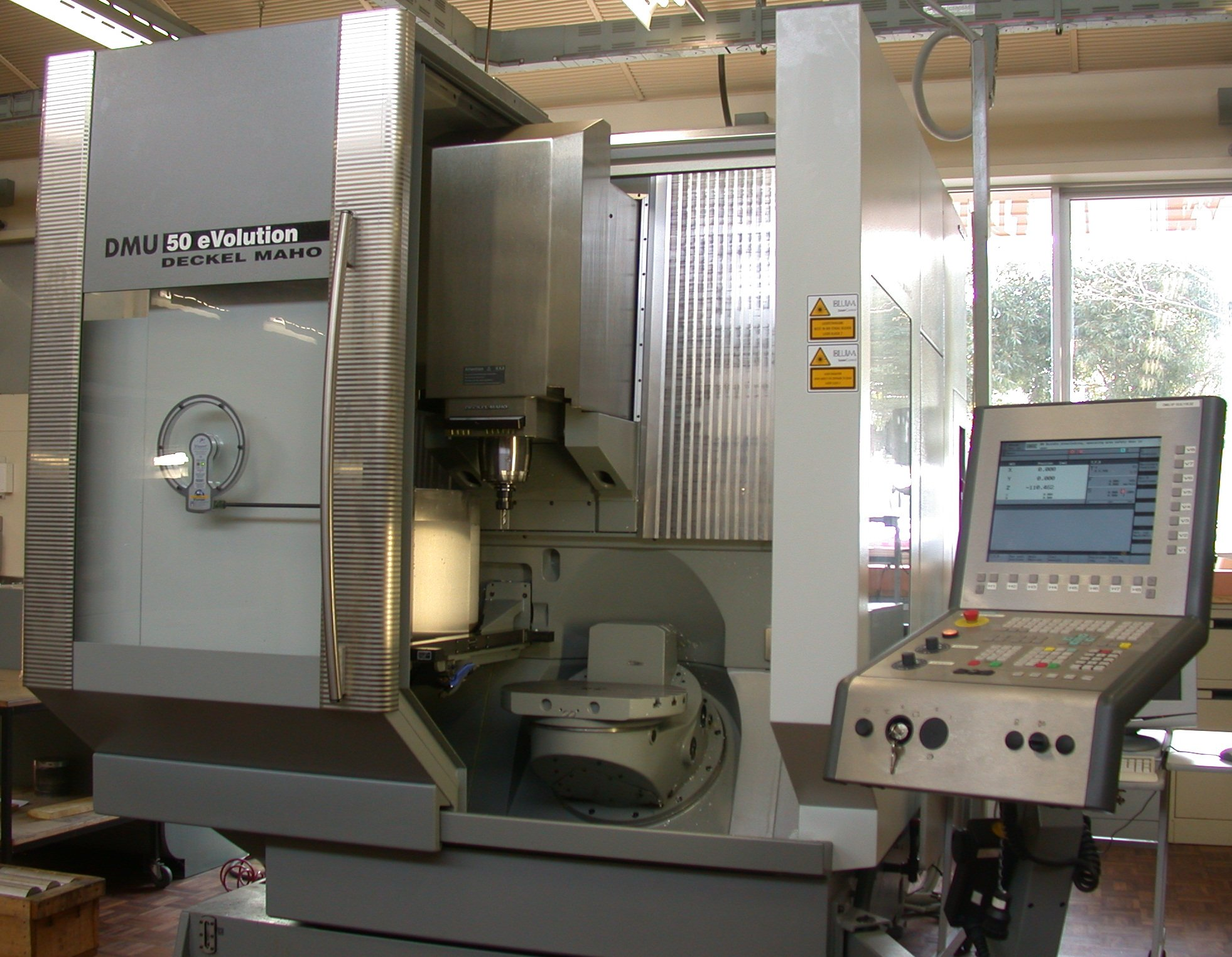
ماشین‌ابزار
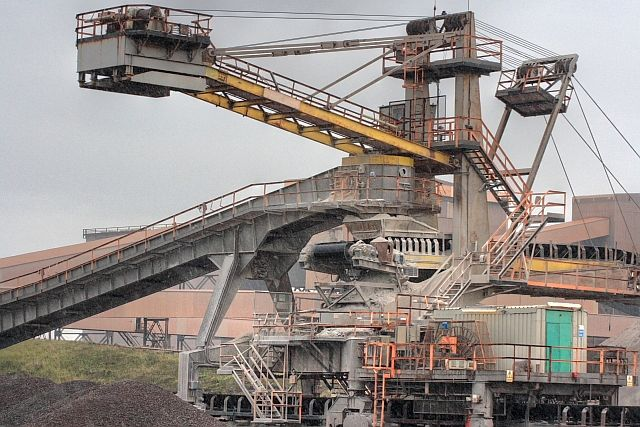
ماشن‌آلات معدن
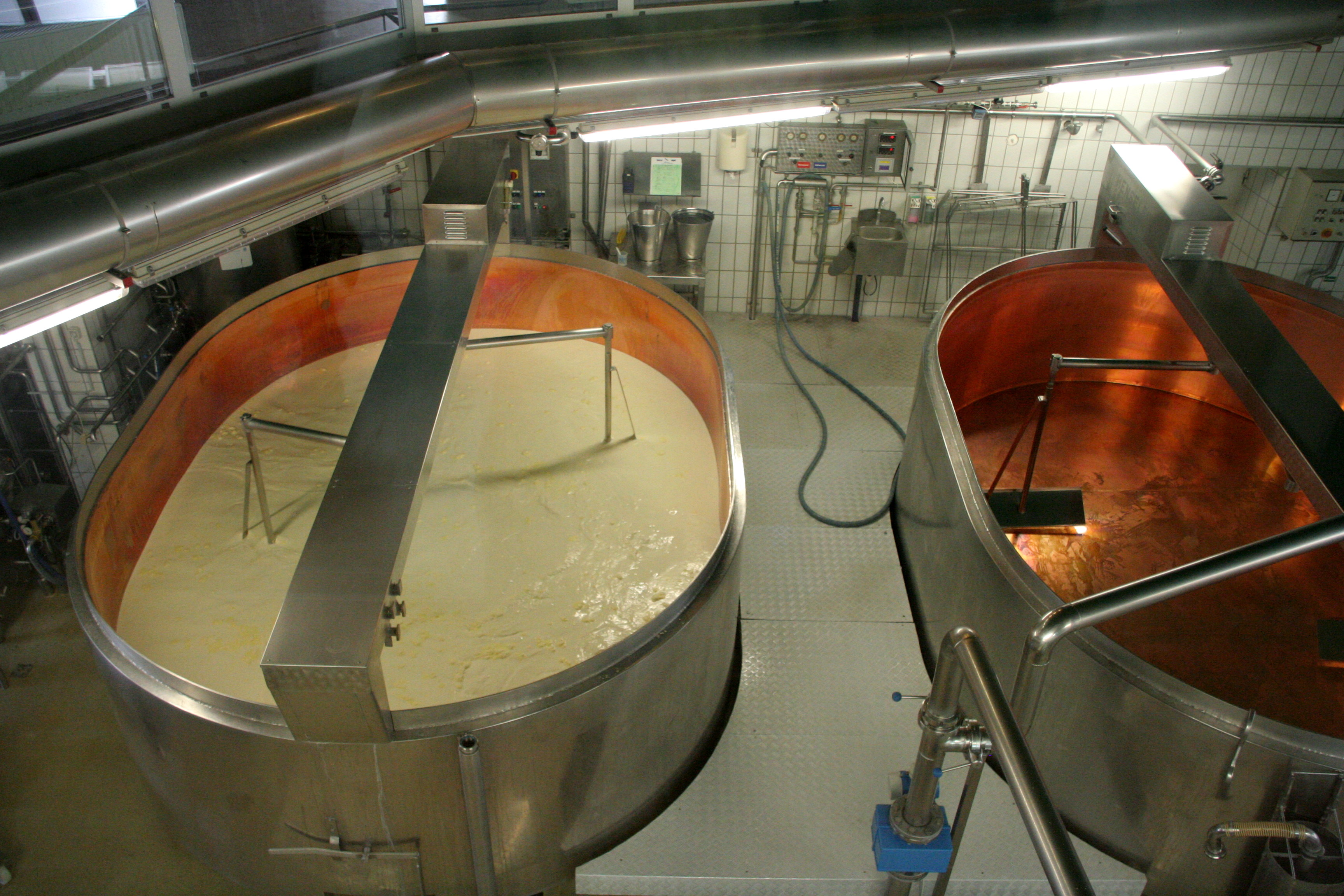
ماشین‌آلات صنایع غذایی
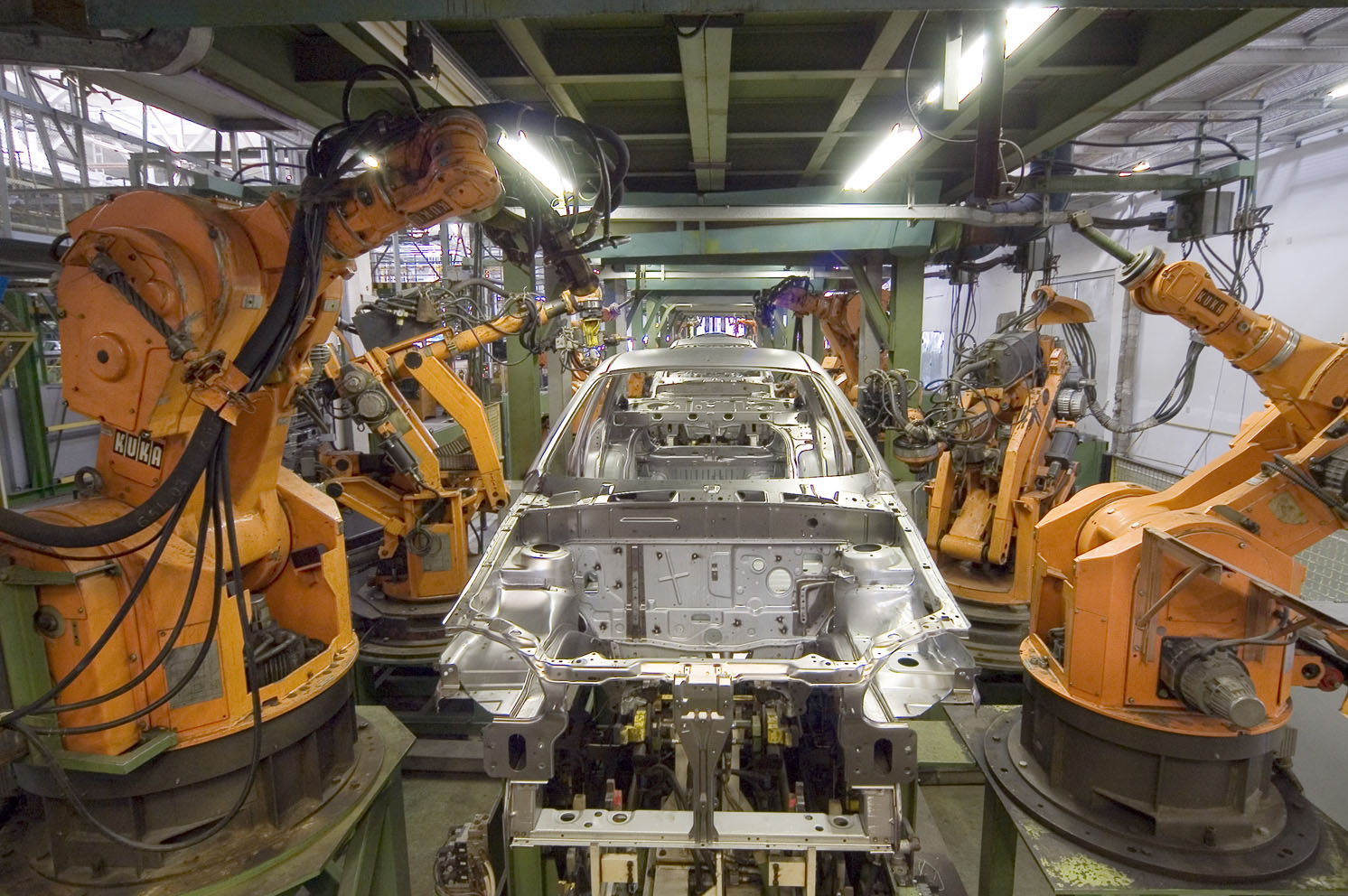
ربات صنعتی

## صنعت ماشین‌آلات در کشورهای مختلف

### آلمان
در آلمان، در سال ۲۰۱۱ حدود ۹۰۰,۰۰۰ نفر در صنعت ماشین‌آلات مشغول به کار بودند و حدود ۳۰۰,۰۰۰ نفر نیز در خارج از کشور در این صنعت فعالیت می‌کردند. گردش مالی ترکیبی این بخش ۲۳۸ میلیارد یورو بود که ۶۰ درصد آن از صادرات حاصل شد. حدود ۶,۶۰۰ شرکت فعال وجود داشت و ۹۵ درصد از این شرکت‌ها کمتر از ۵۰۰ نفر را استخدام می‌کردند. هر کارمند به طور متوسط ۱۴۸,۰۰۰ یورو تولید می‌کرد. برخی از بزرگترین شرکت‌ها در آلمان شامل DMG Mori Seiki AG، گروه GEA، زیمنس AG و ThyssenKrupp هستند.

### فرانسه
در صنعت ماشین‌آلات فرانسه در سال ۲۰۰۹ حدود ۶۵۰,۰۰۰ نفر مشغول به کار بودند و این بخش گردش مالی ۴۴ میلیارد یورویی ایجاد کرد. به دلیل بحران اقتصادی، گردش مالی این بخش ۱۵ درصد کاهش یافت. با این حال، به دلیل افزایش مصرف‌کنندگان و تقاضای مداوم از بخش‌های انرژی و حمل و نقل، آسیب‌های ناشی از بحران محدود بود. برخی شرکت‌ها تصمیم گرفتند درخواست خود را به تجهیزات صنعتی دست دوم متمرکز کنند که این امر قیمت‌های جذاب‌تر و زمان تحویل بهتری را تضمین می‌کرد.

### هلند
در هلند در سال ۱۹۹۶، مجموعاً حدود ۹۳,۰۰۰ نفر در صنعت ماشین‌آلات مشغول به کار بودند و حدود ۲,۵۰۰ شرکت در این بخش فعالیت می‌کردند. در ۱,۰۰۰ شرکت از این شرکت‌ها بیش از ۲۰ نفر کار می‌کردند. در هلند، طبق گزارش اتاق بازرگانی، در این زیرمجموعه صنعتی در سال ۲۰۱۱ حدود ۱۵,۰۰۰ شرکت فعال بودند. برخی از بزرگترین شرکت‌ها در هلند شامل Lely، فیلیپس و Stork B.V. هستند.

### ایالات متحده
صنایع ماشین‌آلات ایالات متحده در سال ۲۰۱۱ مجموعاً فروش داخلی و خارجی به ارزش ۴۱۳.۷ میلیارد دلار داشتند. ایالات متحده بزرگترین بازار جهان برای ماشین‌آلات و همچنین سومین تامین‌کننده بزرگ است. تولیدکنندگان آمریکایی ۵۸.۵ درصد از سهم بازار داخلی ایالات متحده را در اختیار داشتند.